# The Mighty Celt
Pour plus de détails, voir Fiche technique et Distribution.
The Mighty Celt est un film irlandais réalisé par Pearse Elliott, sorti en 2005.

## Fiche technique
- Titre original : The Mighty Celt
- Réalisation : Pearse Elliott
- Scénario : Pearse Elliott
- Directeur artistique : Mark Lowry
- Chef décorateur : Tom McCullagh
- Costumes : Hazel Webb-Crozier
- Maquillage : Linda Mooney
- Directeur de la photographie : Seamus Deasy
- Montage : Dermot Diskin
- Musique : Adrian Johnston
- Production : 
  - Producteur : Paddy Breathnach, Paddy McDonald et Robert Walpole
  - Producteur exécutive : Brendan McCarthy, Tracey Scoffield, David M. Thompson, Mark Woods et Stephen Wright
  - Producteur associée : Katie Holly et Helen Murray
  - Coproducteur : Michael Casey
- Société(s) de production : BBC Films, Bórd Scannán na hÉireann
- Budget : 2 800 000 €[1]
- Pays de production :  Irlande
- Année : 2005
- Langue originale : anglais
- Format : couleur
- Genre : drame
- Durée : 82 minutes
- Dates de sortie :
  - Irlande et Royaume-Uni : 26 août 2005

## Distribution
- Ken Stott : Good Joe
- Tyrone McKenna : Donal
- Gillian Anderson : Kate
- Richard Dormer : Ronan
- Sean McGinley : I'm A Cripple
- Robert Carlyle : O
- Bernard Manning : Kid Joyrider
- Mark McCavanagh : Dissident Republican 1
- John Travers : Spacer
- Alison Finnegan : Teenage Girl